# Выборы в Законодательное Собрание Омской области (2021)
Выборы депутатов Законодательного Собрания Омской области седьмого созыва состоялись в Омской области 19 сентября 2021 года в единый день голосования, одновременно с выборами в Государственную думу РФ. Выборы пройдут по смешанной избирательной системе: из 44 депутатов 22 будут избраны по партийным спискам (пропорциональная система), другие 22 — по одномандатным округам (мажоритарная система). Для попадания в заксобрание по пропорциональной системе партиям необходимо преодолеть 5%-й барьер. Срок полномочий депутатов — пять лет.
На 1 января 2021 года на территории Омской области зарегистрировано 1 506 170 избирателей Российской Федерации.

## Ключевые даты
- 18 июня - назначение выборов Законодательным Собранием Омской области.
- с 18 июня - выдвижение кандидатов по одномандатным округам, выдвижение регионального списка кандидатов политическими партиями.
- с 25 июня - представление документов для выдвижения регионального списка кандидатов в избирательную комиссию Омской области, для выдвижения кандидатов по одномандатным округам в избирательные комиссии одномандатных округов.
- 3 августа - принятие решения о регистрации или отказе в регистрации выдвинутых кандидатов или списков кандидатов.
- с 21 августа по 16 сентября - агитационный период.
- 17, 18 и 19 сентября - голосование.

## Избирательные комиссии

### Избирательная комиссия Омской области[2]
Срок полномочий Избирательной комиссии Омской области начался с 9 декабря 2016 года и оканчивается 9 декабря 2021 года.
В состав ИК Омской области входят 14 членов: 7 из назначены Губернатором, а 7 Законодательным Собранием.
| №  | Член избирательной комиссии        | Должность                | Субъект выдвижения                                                                                | Субъект назначения                       |
| -- | ---------------------------------- | ------------------------ | ------------------------------------------------------------------------------------------------- | ---------------------------------------- |
| 1  | Нестеренко Алексей Николаевич      | Председатель             | Омское региональное отделение Общероссийской общественной организации "Ассоциация юристов России" | Губернатор Омской области                |
| 2  | Мордовин Михаил Юрьевич            | Заместитель председателя | Всероссийская политическая партией "ЕДИНАЯ РОССИЯ"                                                | Законодательное Собранием Омской области |
| 3  | Христолюбов Александр Валентинович | Секретарь                | Центральная избирательная комиссия Российской Федерации                                           | Законодательное Собрание Омской области  |
| 4  | Ковальчук Светлана Леонидовна      | Член                     | Политическая партия ЛДПР – Либерально-демократическая партия России                               | Законодательное Собранием Омской области |
| 5  | Ларионова Елена Николаевна         | Член                     | Совет Оконешниковского района Омской области                                                      | Законодательное Собранием Омской области |
| 6  | Мануилова Татьяна Валентиновна     | Член                     | Избирательная комиссия Омской области                                                             | Губернатор Омской области                |
| 7  | Богдан Василий Григорьевич         | Член                     | Политическая партия "КОММУНИСТИЧЕСКАЯ ПАРТИЯ РОССИЙСКОЙ ФЕДЕРАЦИИ"                                | Законодательное Собранием Омской области |
| 8  | Нагорная Лариса Николаевна         | Член                     | Совет Марьяновского района Омской области                                                         | Губернатор Омской области                |
| 9  | Чиж Дмитрий Григорьевич            | Член                     | Политическая партия СПРАВЕДЛИВАЯ РОССИЯ                                                           | Законодательное Собрание Омской области  |
| 10 | Трушков Владимир Анатольевич       | Член                     | Всероссийская политическая партия "ПАРТИЯ РОСТА"                                                  | Законодательное Собрание Омской области  |
| 11 | Ходаков Иван Александрович         | Член                     | Избирательной комиссией Омской области                                                            | Губернатор Омской области                |
| 12 | Шарамкова Людмила Васильевна       | Член                     | Омская областная общественная организация Союза писателей России                                  | Губернатор Омской области                |
| 13 | Шевченко Юрий Павлович             | Член                     | Омское региональное отделение Общероссийской общественной организации "Ассоциация юристов России" | Губернатор Омской области                |
| 14 | Яковлев Юрий Александрович         | Член                     | Избирательная комиссия Омской области                                                             | Губернатор Омской области                |

### Окружные избирательные комиссии
В соответствии с действующим законодательством Омской области, на её территории образуется 22 одномандатных округах. Для организации выборов в одномандатных округах образует окружные избирательные комиссии.
Полномочия 22 одномандатных избирательных комиссий будут возложены на 14 территориальных избирательных комиссий.

### Участковые избирательные комиссии
На территории Омской области образуется 1735 избирательных участков, соответственно на каждом избирательном участке образуется избирательная комиссия. 37 избирательных участков и комиссий будет образован в специальных местах: СИЗО, больницы и т.д.

## Избирательные объединения
Выдвинуть список кандидатов по единому избирательному округу может любая официально зарегистрированная политическая партия, её региональное отделение. Однако для выдвижения и регистрации списка кандидатов, партии необходимо собрать, установленное число подписей, равное 0.5% от общего количества избирателей на территории Омской области, то есть 7531.
Выдвинуть кандидатов по одномандатному округу также может любая официально зарегистрированная политическая партия, её региональное отделение, либо гражданин Российской Федерации, обладающий пассивным избирательным правом, может выдвинуть самостоятельно. Однако для выдвижения и регистрации кандидата необходимо собрать 0.5% от общего числа избирателей на территории одномандатного округа.

### Политические партии, освобождённые от сбора подписей[3]
- Единая Россия
- Коммунистическая партия Российской Федерации
- ЛДПР
- Справедливая Россия
- Коммунисты России
- Яблоко
- Партия Роста

### Политические партии, собирающие подписи
Остальным партиям необходимо собрать подписи для регистрации их списка кандидатов, в частности подписи уже начали собирать "Новые люди" и "Партия пенсионеров", собирают подписи и члены "Яблоко", однако в документах избирательной комиссии Омской области "Яблоко" числиться как партия, которой не требуется собирать подписи.

## Одномандатные округа
| №  | Округ                             | Состав | Избирателей |
| -- | --------------------------------- | --- | ----------- |
| 1  | Кировский                         | частично город Омск | 75 586      |
| 2  | Кировский                         | частично город Омск | 71 602      |
| 3  | Советский-Кировский               | частично город Омск | 75 165      |
| 4  | Советский                         | частично город Омск | 64 814      |
| 5  | Советский                         | частично город Омск | 66 482      |
| 6  | Центральный-Советский             | частично город Омск | 64 081      |
| 7  | Центральный                       | частично город Омск | 70 459      |
| 8  | Центральный                       | частично город Омск | 64 144      |
| 9  | Центральный-Октябрьский-Ленинский | частично город Омск | 69 455      |
| 10 | Центральный-Октябрьский           | частично город Омск | 69 940      |
| 11 | Октябрьский-Ленинский             | частично город Омск | 66 344      |
| 12 | Ленинский                         | частично город Омск | 75 168      |
| 13 | Ленинский-Кировский               | частично город Омск | 74 689      |
| 14 | Тюкалинский                       | Большеуковский район, Крутинский район, Называевский район, Тюкалинский район, Усть-Ишимский район                              | 70 303      |
| 15 | Тарский                           | частично Тарский район | 77 594      |
| 16 | Муромцевский                      | Горьковский район, Муромцевский район, Нижнеомский район, Седельниковский район, частично Тарский район                         | 62 936      |
| 17 | Любинский                         | Колосовский район, Любинский район, Марьяновский район, Саргатский район                                                        | 77 035      |
| 18 | Омский                            | Омский район | 78 493      |
| 19 | Кормиловский                      | Калачинский район, Кормиловский район, Оконешниковский район                                                                    | 67 256      |
| 20 | Черлакский                        | Нововаршавский район, Таврический район, Черлакский район, частично Русско-Полянский район                                      | 73 060      |
| 21 | Павлоградский                     | Азовский немецкий национальный район, Одесский район, Павлоградский район, Шербакульский район, частично Русско-Полянский район | 76 482      |
| 22 | Полтавский                        | Исилькульский район, Москаленский район, Полтавский район                                                                       | 72 769      |

## Списки кандидатов и кандидаты

### Выборы по партийным спискам
Партийный список должен отвечать следующим требованиям:
1) в общую часть списка должно входить от 1 до 3 кандидатов;
2) количество региональных групп должно составлять от 11 до 22;
3) каждая региональная группа должна быть равна одномандатному округу;
4) количество кандидатов в одной группе должно составлять от 2 до 4;
| № | Политическая партия                          | Общая часть списка              | Региональные группы | Кандидатов в списке | Статус списка          |
| - | -------------------------------------------- | ------------------------------- | ------------------- | ------------------- | ---------------------- |
| 1 | Единая Россия                                | Бережной • Артёмов • Перминов   | 22                  | 79                  | заверен                |
| 2 | Коммунистическая партия Российской Федерации | Алёхин • Погарский • Лисин      | 22                  | 77                  | зарегистрирован        |
| 3 | ЛДПР                                         | Жириновский • Берендеев         | 22                  | 49                  | зарегистрирован        |
| 4 | Справедливая Россия                          | Миронов • Жуковский • Гуселетов | 22                  | 63                  | заверен                |
| 5 | Новые люди                                   | Смирнов                         | 15                  | 43                  | зарегистрирован        |
| 6 | Партия пенсионеров                           | Дроботенко • Павлов • Добаш     | 21                  | 60                  | зарегистрирован        |
| 7 | Коммунисты России                            | Сурайкин • Казанин • Андрушко   | 22                  | 89                  | заверен                |
| 8 | Яблоко                                       | Нагибина                        | 22                  | 59                  | отказано в регистрации |

### Выборы по одномандатным округам
| Партия            | Кандидатов | Кандидатов       |
| Партия            | Выдвинуто  | Зарегистрировано |
| ----------------- | ---------- | ---------------- |
| Единая Россия     | 22         | 22               |
| КПРФ              | 22         | 22               |
| ЛДПР              | 22         | 22               |
| СР                | 22         | 19               |
| Коммунисты России | 17         | 17               |
| Новые люди        | 13         | -                |